# W.Th. Ellerman

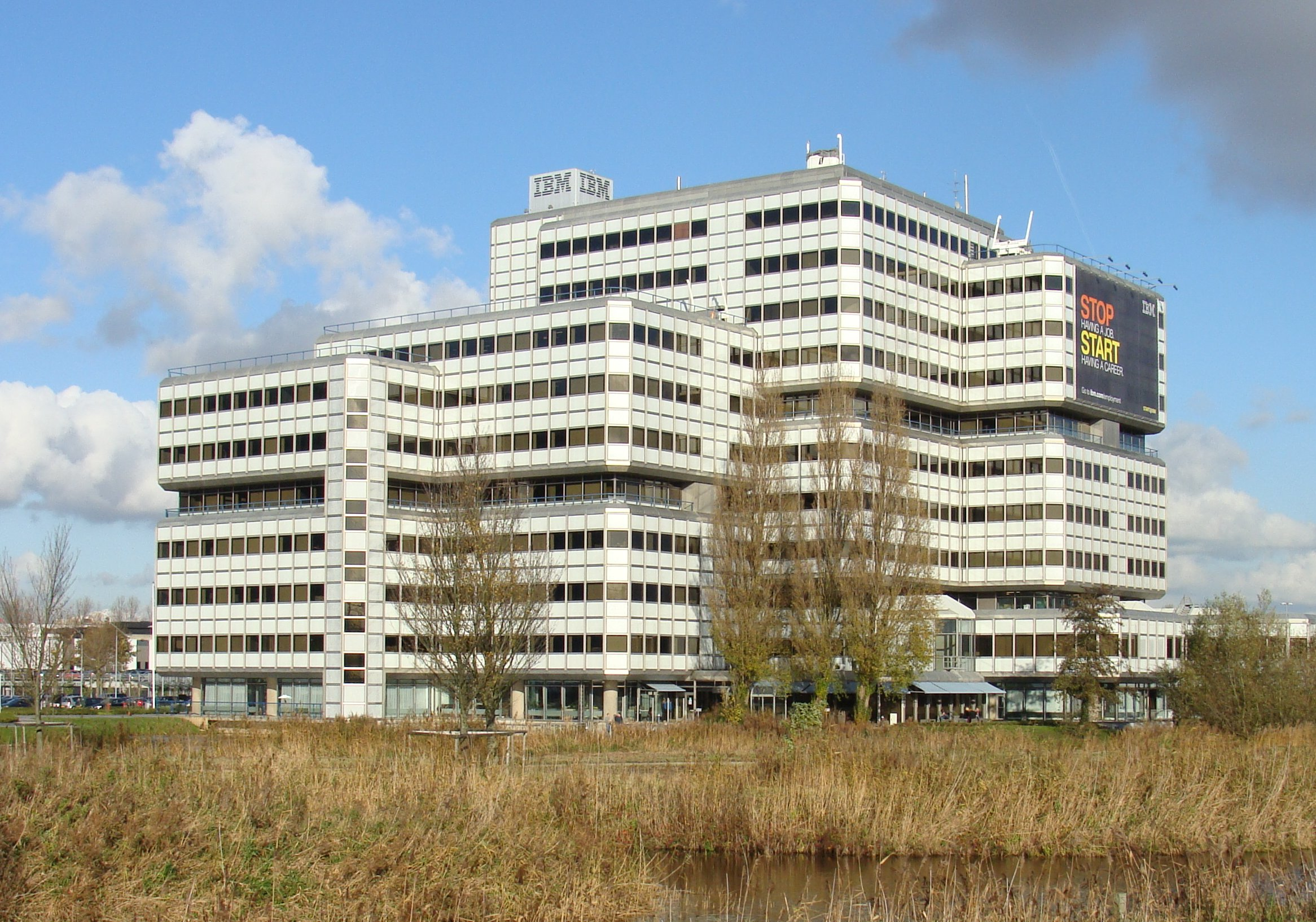
IBM-kantoor in Amsterdam, een ontwerp van Ellerman uit 1976

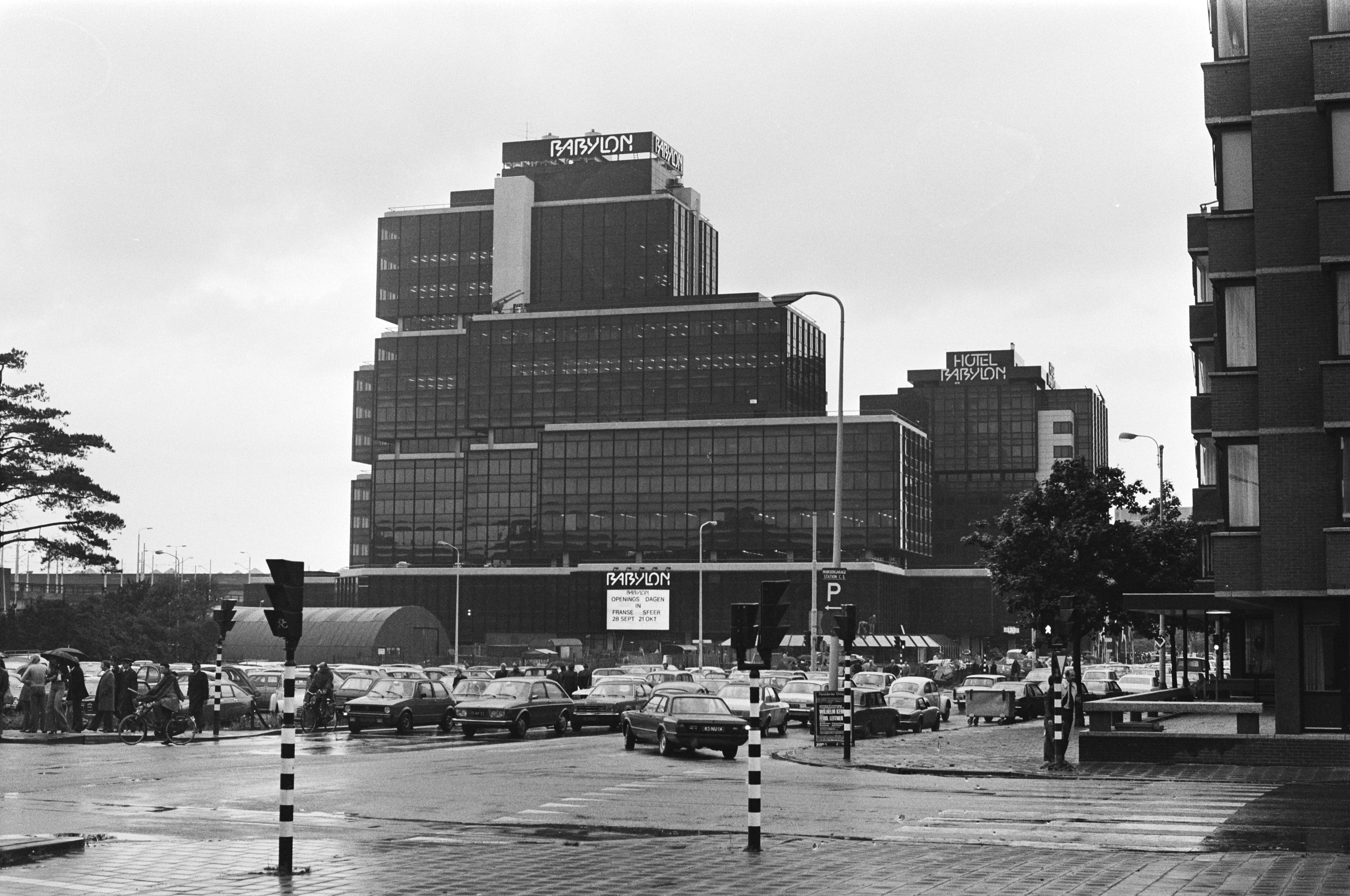
Winkelcentrum Babylon in 1978 na opening

Wolbert Thomas (Wout) Ellerman (Emmen, 21 november 1936 – Den Haag, 3 augustus 1997) was een Nederlands architect en stedenbouwkundige. 
Ellerman studeerde in 1968 af aan de toenmalige TH Delft, en ging werken bij het architectenbureau Lucas & Niemeijer, tegenwoordig Ellerman, Lucas, van Vugt. Tot zijn bekendere werken behoren onder meer:
- het hoofdkantoor van IBM Nederland in Amsterdam (Riekerpolder),
- de Tweelingtorens aan de Zuidas in diezelfde stad en
- het winkelcentrum Babylon naast station Den Haag Centraal.[2]

Ook het plan voor de modernisering van het Stadshart Amstelveen uit 1991 was van zijn hand. Zijn plan voor uitbreiding van het toenmalige stadhuis van Den Haag aan het Burgemeester De Monchyplein werd nooit uitgevoerd: de verantwoordelijke wethouder Adri Duivesteijn zag meer in nieuwbouw aan het Spui.